# Abbazia territoriale di Claraval
L'abbazia territoriale di Claraval (in latino Abbatia Territorialis Claravallensis in Brasilia) è una sede soppressa della Chiesa cattolica in Brasile.

## Territorio
L'abbazia territoriale comprendeva i comuni di Claraval e Ibiraci nella parte occidentale dello Stato brasiliano di Minas Gerais.
Fungeva da cattedrale la chiesa abbaziale di Nostra Signora dello Spirito Santo (Nossa Senhora do Divino Espírito Santo) di Claraval. Oltre alla cattedrale, l'abbazia territoriale comprendeva un'altra parrocchia, la chiesa  di Nostra Signora dei Dolori (Nossa Senhora das Dores) di Ibiraci.

## Storia
L'abbazia territoriale fu eretta da papa Paolo VI l'11 maggio 1968 con la bolla Caelestis urbis, ricavandone il territorio dalla diocesi di Guaxupé. Fu resa suffraganea dell'arcidiocesi di Pouso Alegre.
Il seminario abbaziale venne eretto nel 1972; primo rettore fu padre Mauro Cavallo, cistercense giunto dall'abbazia di Casamari in Italia.
Il 31 luglio 2002 perse il privilegio della territorialità in forza del decreto Ad uberius della Congregazione per i vescovi, e il suo territorio fu riaggregato alla diocesi di Guaxupé.
L'abbazia di Claraval è stata l'ultima abbazia elevata al rango di abbazia territoriale; infatti, in forza della lettera apostolica Catholica Ecclesia del 1976, oggi la Chiesa cattolica non erige più abbazie territoriali.

## Cronotassi degli abati
- Giuseppe Pietro Agostini, O.Cist. † (12 luglio 1969 - 1972 dimesso)
  - Sede vacante (1972-1976)
- Carmelo Domenico Recchia, O.Cist. † (7 dicembre 1976 - 24 marzo 1999 ritirato)
  - Sede vacante (1999-2002)[3]

## Statistiche
L'abbazia territoriale al termine dell'anno 2001 su una popolazione di 12.816 persone contava 10.316 battezzati, corrispondenti al 80,5% del totale.
| anno | popolazione | popolazione | popolazione | presbiteri | presbiteri | presbiteri | presbiteri                | diaconi | religiosi | religiosi | parrocchie |
| anno | battezzati  | totale      | %           | numero     | secolari   | regolari   | battezzati per presbitero | diaconi | uomini    | donne     | parrocchie |
| ---- | ----------- | ----------- | ----------- | ---------- | ---------- | ---------- | ------------------------- | ------- | --------- | --------- | ---------- |
| 1970 | 15.460      | 16.060      | 96,3        | 7          |            | 7          | 2.208                     |         | 7         |           | 2          |
| 1976 | 17.000      | 18.000      | 94,4        | 5          |            | 5          | 3.400                     |         | 6         |           | 2          |
| 1980 | 11.900      | 12.600      | 94,4        | 6          |            | 6          | 1.983                     |         | 11        |           | 2          |
| 1990 | 10.600      | 11.800      | 89,8        | 6          |            | 6          | 1.766                     |         | 7         |           | 2          |
| 1999 | 10.625      | 12.500      | 85,0        | 7          |            | 7          | 1.517                     |         | 12        | 3         | 2          |
| 2000 | 12.398      | 15.498      | 80,0        | 6          |            | 6          | 2.066                     |         | 19        | 3         | 2          |
| 2001 | 10.316      | 12.816      | 80,5        | 6          |            | 6          | 1.719                     |         | 17        | 4         | 2          |